# The Boss (film 2016)
The Boss è un film del 2016 diretto da Ben Falcone.
La pellicola è stata sceneggiata dallo stesso regista con Melissa McCarthy che ne è anche la protagonista.

## Trama
Michelle Darnell, una ricchissima imprenditrice di successo, finisce in prigione per insider trading. Rilasciata cinque mesi dopo e forzata a trasferirsi da una sua vecchia dipendente che lei era solita tormentare, trascorrerà molto tempo con la figlia di quest'ultima e deciderà di creare una nuova impresa di produzione di dolci al cioccolato.

## Accoglienza
Nonostante sia stato recensito per lo più in maniera negativa, il film ha incassato oltre 78 milioni di dollari globalmente. Negli Stati Uniti ha debuttato al primo posto nella classifica del box office riguardante il secondo week-end di aprile 2016. L'incasso complessivo nel Paese va a quota 63 milioni di dollari.